# Douville
För andra betydelser, se Douville (olika betydelser).
Douville är en kommun i departementet Dordogne i regionen Nouvelle-Aquitaine i sydvästra Frankrike. Kommunen ligger i kantonen Villamblard som tillhör arrondissementet Bergerac. År 2022 hade Douville 456 invånare.

## Befolkningsutveckling
Antalet invånare i kommunen Douville
Referens:INSEE